# Биполарни неурон
Биполарни неурони поседују два наставка - један аксон и један дендрит, а ови наставци обично су пружају са супротних полова округластог тела нервне ћелије. Овакав тип неурона налази се у мрежњачи ока и мирисном епителу носа, али и у деловима мозга. Највећи број неурона у централном нервном систему кичмењака припада типу мултиполарних неурона - нервних ћелија које поседује један аксон и већи број дендрита.

## У мрежњачи
Биполарне ћелије које се често налазе у мрежњачи су кључне јер служе и као директни и индиректни ћелијски путеви. Специфична локација биполарних ћелија омогућава им да олакшају пролазак сигнала од места где почињу у рецепторима до места где стижу до амакриних и ганглијских ћелија. Биполарне ћелије у ретини су такође необичне по томе што не испаљују импулсе као друге ћелије које се налазе у нервном систему. Уместо тога, они преносе информације степенованим променама сигнала. Биполарне ћелије долазе у две варијанте, које имају или централно или ванцентрично рецептивно поље, свака са окружењем супротног предзнака. Биполарне ћелије које нису у центру имају ексцитаторне синаптичке везе са фоторецепторима, који се непрекидно активирају у мраку и хиперполаризовани су (потиснути) светлошћу. Ексцитаторне синапсе тако преносе супресивни сигнал биполарним ћелијама које нису у центру. Биполарне ћелије у центру имају инхибиторне синапсе са фоторецепторима и стога су побуђене светлошћу и потиснуте у мраку.

## У вестибуларном нерву
Биполарни неурони постоје унутар вестибуларног нерва јер је одговоран за посебне сензорне сензације укључујући слух, равнотежу и детекцију покрета. Већина биполарних неурона који припадају вестибуларном нерву постоји унутар вестибуларне ганглије са аксонима који се протежу у макуле, утрикуле и сакуле, као и у ампуле полукружних канала.

## У кичменим ганглијама
Биполарне ћелије се такође налазе у кичменим ганглијама, када су ћелије у ембрионалном стању. Понекад се екстензије, које се називају и процеси, одвоје од супротних полова ћелије, а ћелија тада поприма облик вретена.
У неким случајевима када су два влакна очигледно повезана са ћелијом, једно од влакана је заиста изведено из суседне нервне ћелије и пролази до краја у гранању око ганглионске ћелије, или, опет, може бити спирално намотано око нерва.

## У можданој кори
Фон Економо неурони, такође познати као неурони вретена, који се налазе у неколико одабраних делова мождане коре мајмуна и неких других интелигентних животиња, поседују један аксон и дендрит и као такви су описани као биполарни.